# Copestylum brunneum
Copestylum brunneum är en tvåvingeart som först beskrevs av Carl Peter Thunberg 1789.  Copestylum brunneum ingår i släktet Copestylum och familjen blomflugor. Inga underarter finns listade i Catalogue of Life.